# Wiens bydele
Wiens bydele (bezirke) er underinddelinger af Wien. Ordet bezirk er normalt svarende til det danske amt, men idet Wien både er en delstat og en by, er det i dette tilfælde mere passende at kalde dem bydele, idet de heller ikke, som i andre østrigske delstater, er administrative afdelinger med egne privilegier, men derimod blot underinddelinger af byen. Wien er således delt i 23 bezirke, der af Wien-borgere kaldes enten deres navn eller nummer ("17. Bezirk" eller bare "Den Syttende"). 

## Bezirksnumrene
Disse numre befinder sig også på alle vejskiltene før vejnavnet (fx "17., Pezzlgasse") og er også andet og tredje ciffer i postnummeret: "1010" for den 1. bezirk til "1220" for den 22. bezirk; den 23. bezirk er en undtagelse. Her anvendes i stedet for "bezirk" også nogle gange "bykvarter" ("Hieb"). Andre instanser er også undtaget af dette postnummer-system, såsom Flughafen Wien-Schwechat med nummeret 1300.

## Historie
Den historiske gamle by, i dag en stor del af 1. bezirk, dækkede indtil år 1850 hele byarealet. Under kejser Franz Joseph kom den første store byudvidelse: Forstæderne, kommunerne indenfor linjemuren, blev 2. til 8. bydel. Den 1. januar 1882 kom den anden store udvidelse. De ydre bydele på Donaus højre bred, dengang stadig forstæder, blev indlemmet, således at Wien bestod af 19 bydele. I år 1900 blev den nordlige del af 2. bezirk til 20. bezirk. 
En markant udvidelse fandt sted i 1904, da man indlemmede områder på venstre side af Donau og kaldte dem 21. bezirk. Den nye bygrænse gjaldt til år 1938. Wien oplevede en firedobling af sit areal under nationalsocialismen, da man skabte "Stor-Wien". Denne beslutning blev dog trukket tilbage for store dele af områderne efter krigen, men resulterede alligevel i skabelsen af 3 øvrige bydele, der efter tilbagetrækkelsen af vedtagelsen vedblev at høre under Wien. Siden disse ændringer trådte i kraft i 1954 er grænserne mellem bydelene forblevet de samme.

### Underinddelinger
I mange bydele er der visse underdele, der har selvstændige navne, som stammer fra tidligere landsbyer. Disse fremstår som en slags nabolag dog uden grænser. Mange landsbyer og bosættelser fra tidligere epoker eksisterer dog ikke mere. Ved fastlæggelsen af grænserne for de forskellige bydele forsøgte man at skelsætte ved kendte veje eller floder, hvilket skete med succes bortset fra nogle få tilfælde af tidligere kommuner, der blev delt.